# 併合 (語言學)
併合（incorporation）為語言學之語法類別上的一種現象，諸如動詞與其賓語（賓語併合）或副詞修飾語所形成的合成词；同時保留其原始的語法功能。其中包含名詞修飾動詞，併縮小其詞義涵蓋範圍，而不是引用特定的語詞實體來進行此類功能。而併合與黏著法構詞(agglutination)有基本上的不同；併合主要以及物性(transitivity)與配價(verb valency)構成為主；而黏著法構詞可以是數名詞或名詞形容詞等而合成一單詞(合成詞)，或者及物性及配價所構成亦可。
併合是多式综合语的核心，例如在北美、西伯利亞，以及北澳大利亞等之語言裡都可以發現此類語法現象。 然而，多式綜合功能並不一定意味著有併合的功能（Mithun 2009）；而且這些併合表現的語言也不意味著該語言有多式綜合的功能。

### 範例及文本參考出處
- Conlang: Advanced Polysynthesis (Wikibooks)
- Lexicon of Linguistics
- Michael Jonathan Mathew Barrie Dynamic Antisymmetry and the Syntax of noun Incorporation[]
- Van Valin & LaPolla:1997

## 外部連接
- 部分語法學詞匯簡釋 （页面存档备份，存于）